# اچ‌ام‌اس بیگل (۱۸۵۴)
اچ‌ام‌اس بیگل (۱۸۵۴) (به انگلیسی: HMS Beagle (1854)) یک کشتی بود که طول آن ۱۶۰ فوت (۴۹ متر) بود. این کشتی در سال ۱۸۵۴ ساخته شد.